# モハメド・アリ・サマター
モハメド・アリ・サマター（ソマリ語: Maxamed Cali Samatar, محمد علي سمتر, 1931年1月1日 - 2016年8月19日）は、ソマリアの軍人で政治家。クーデターで大統領となったバーレの下で、10年以上空位だったソマリアの首相を務めた。バーレ政権崩壊後はアメリカに亡命。

## 経歴

### 出生
サマターは1931年にソマリア南部のキスマヨで生まれた。出身氏族は少数派のトゥマル。
中等教育を受けた後、旧ソビエト連邦の名門フルンゼ軍事大学 に留学した。

### ソマリア民主共和国
ソマリアは1960年に独立したが、1969年に少将だったバーレがクーデターを起こし、大統領となった。バーレ大統領は与党最高革命評議会を作った。
サマターは最高革命評議会のメンバーとなった。1971年には副大統領となり、1970年代にソマリア軍 (SNA) の中将となった。
1977年にエチオピアとの間で起こったオガデン戦争では、サマターは全ソマリア軍と、エチオピアの反政府組織西ソマリ解放戦線 (WSLF) の一部を率いた。当時のソマリア軍の野戦司令官は、ほとんどがサマターと同じくフルンゼ軍事大学出身で、例えばアブドゥラヒ・ユスフ、アブドゥラヒ・アフメド・イッロなどがいる。しかしオガデン戦争は失敗に終わり、ソマリア軍は1978年にほとんどが撤退した。
サマターは1980年から86年まで国防大臣を務めた。バーレ大統領は1982年から1989年にかけて、ソマリア北西部でイサック虐殺と呼ばれる事件を起こしており、サマターもこの事件にかかわった可能性がある。
1986年5月、バーレ大統領は交通事故で命に係わるような重傷を負い、サウジアラビアの病院に1ヶ月入院した。その時サマターは副大統領だったので、事故後数か月は事実上の国家元首を務めた。バーレ大統領は奇跡的に回復するが後遺症もあり、すでに70歳を超える高齢だったため、後継者が話題となった。サマターは、当時内務大臣だったAhmed Suleiman Abdille将軍と共に後継者候補とみなされていた。1987年2月1日にサマターは、バーレがクーデターを起こして以来空席だったソマリア首相となった。

### アメリカ亡命と裁判
1991年、軍閥統一ソマリ会議がバーレ大統領を首都モガディシュから追放し、バーレ政権は崩壊した。サマターはアメリカに亡命した。アメリカに住んでいることが明らかになったのは1997年だった。後にバージニア州に移住した。
2004年、サンフランシスコの人権団体「正義と説明責任のためのセンター」の援助を受けたイサック系のソマリア人4人から、アメリカの裁判所に告訴された。訴状では、サマターが直接残虐行為をしたわけではないが、監督責任があるとされた。サマターは米国の外国主権免除法を根拠として免責を訴えたが、2010年6月1日に最高裁は満場一致で本件に免責は適用できないと決定した。サマターはさらに国際法が定める「元首の刑事免責」に該当するとして争ったが、バージニア州東部地区連邦地方裁判所はサマター敗訴の判決を出した。賠償金の金額は2100万ドルだった。ただしサマターは破産宣告をして、賠償金の支払いは逃れた。
2013年3月、ソマリア首相のアブディ・ファラ・シルドンはアメリカ合衆国国務省に対し、サマターに訴追免除を与えるよう要請した。大統領のオバマも訴追免除を支持した。しかし2015年3月、合衆国最高裁判所はサマターの敗訴を確定した。

### 死去
サマターは2016年8月19日にバージニアで死去し、ソマリアの首都モガディシュに埋葬された。

## 家族
- サーラ・モハメド・アリ・サマター（英語版） サマターの娘。2015年から2017年までソマリアの女性と人権大臣。